# دره کافتی بزرگ آفریقا
دره کافتی بزرگ آفریقا دره‌ای در شرق آفریقا به طول تقریبی شش هزار کیلومتر است. این دره از کشورهایی مانند اتیوپی، کنیا و موزامبیک گذر می‌کند.
در داخل اتیوپی مجموعه‌ای از کوهستان و فلات‌های پست وجود دارند که با دره کافتی بزرگ آفریقا از هم تفکیک شده‌اند. به‌طور کلی مسیر این دره از جنوب غرب به شمال شرق کشیده شده که زمین‌های پست استپی یا زمین‌های نیمه‌صحرایی، آنرا پوشانده‌است.
تغییرات این دره در طول میلیون‌ها سال اخیر، نقش مهمی در تاریخ فرگشت انسان داشته‌است.
تغییرات این دره در طول میلیون‌ها سال اخیر، نقش مهمی در تاریخ فرگشت انسان داشته‌است.